# برنامه لونا

جزییات تصویری از برنامه لونا

لونا از برنامه‌های فضایی اتحاد جماهیر شوروی بود.

## پیشینه
پس از کسب موفقیت‌هایی در برنامه‌های فضایی نخست، اتحاد جماهیر شوروی برنامه‌ای در فعالیت‌های فضایی اش تعریف کرد که گام رو به جلوی دیگری قلمداد می‌شد. این بار، هدف ماه بود. شوروی، برنامه لونا را به منظور کسب اطلاعات در مورد ماه تعریف کرد. این برنامه، نخستین برنامه فضایی بود که در مورد جسمی آسمانی غیر از زمین تعریف شد و قرار بود از اطلاعات به دست آمده در آن، در برنامه‌ریزی مأموریت‌های آینده ماه و سفر انسان به این کره و همچنین در برنامه‌های اکتشافی سیاره‌های زهره و مریخ استفاده شود.
برنامه لونا در واقع مجموعه‌ای از مأموریت‌های فضاپیماهای رباتی بود. در سال ۱۹۵۵ سرگی کارالیوف، رهبر برنامه‌های فضایی شوروی، طرحی برای فرستادن محموله به ماه مطرح کرد که بر اساس آن فضاپیما می‌توانست روی سطح ماه فرود آید یا در اطراف آن بگردد. در سال ۱۹۵۸ این طرح صورت رسمی به خود گرفت و در پایان همان سال، اولین پرتاب این برنامه انجام شد. اولین اهداف تعریف شده برای فضاپیماهای برنامه لونا، تماس با سطح ماه، قرارگیری در مدار آن و عکس برداری از سطح تاریک آن بود. در هنگام تعریف مأموریت‌های لونا، حتی پیشنهاد شد انفجاری اتمی در سطح ماه صورت گیرد و از زمین، نور و تششعات این انفجار، هنگامی که فضاپیمای حاوی محموله اتمی با سطح ماه برخورد می‌کند، دیده شود. به این ترتیب از انجام چنین عملیاتی اطمینان حاصل می‌شد. این مأموریت هیچگاه انجام نگرفت.

## پیشبرد
در برنامه لونا، ۴۸ مأموریت تعریف شد که نیمی از آن‌ها در مرحله پرتاب ناکام ماند. از ۲۴ پرتاب موفق انجام شده نیز تنها ۱۵ فضاپیما توانستند مأموریت خود را به‌طور کامل به انجام برسانند. هیچ‌یک از سه پرتاب برنامه لونا موفقیت‌آمیز نبودند. کاوشگر لونا-۱ که دوم ژانویه ۱۹۵۹ پرتاب شد، چهارمین تلاش برای ارسال فضاپیما توسط روس‌ها به سوی ماه بود. این کاوشگر کروی، ۵آنتن داشت که از نیم کره بدنه آن خارج شده بودند. کاوشگر لونا-۱ پس از ۳۴ ساعت پرواز، در حالی که با سرعتی نزدیک به ۸۹۰۰ کیلومتر در ساعت از فاصله ۵۹۹۵ کیلومتری ماه عبور می‌کرد، در مدار خورشید گرفتار شد و در جایی بین مدارهای زمین و مریخ شروع به گردش حول خورشید کرد. به این ترتیب لونا-۱ اولین قمر مصنوعی خورشید شد. علاوه بر این لونا-۱ چند تجربه دیگر را نیز برای نخستین بار در تاریخ فضا به نام خود ثبت کرد. دوم ژانویه، لونا-۱ اولین جسم ساخت دست بشر شد که توانست به سرعت فرار از زمین برسد و مدار زمین را ترک کند. روز بعد از پرتاب، لونا-۱ یک کیلوگرم گاز سدیم در فضا رها کرد و به این ترتیب دنباله دار مصنوعی را در فضا به نمایش گذاشت. دنباله نارنجی رنگ فضاپیما برای دقایق کوتاهی بر فراز اقیانوس هند نمایان بود.